# Кріль
Кріль, діал. трусь (Oryctolagus) — рід гризунів родини зайцеві (Leporidae) ряду зайцеподібні. Інколи кролями називають всіх дрібних представників родини зайцевих (див. кролі).

## Етимологія
Походження українського слова кріль, кролик дещо незвичайне. Воно походить з польської мови (królik — буквально — «маленький король», «королик»), де являє собою кальку з сер.-в.-нім. küniklîn («королик», «царьок»), яке, у свою чергу, з'явилось внаслідок адаптації лат. cunīculus і його метаналізу (перерозкладу) з наступним перетлумаченням.
Діалектне трусь пов'язане з дієсловом «труситися», можливо, походить з дитячого мовлення.

## Еволюція
Oryctolagus вперше з'явився наприкінці міоцену. Викопні залишки середнього пліоцену привели до визнання двох видів: Oryctolagus lacosti у південній Франції та північно-західній Італії та Oryctolagus laynensis на Піренейському півострові. Вважається, що ця остання форма є предком сучасного виду.

## Систематика
Типовий вид роду — Oryctolagus cuniculus (кріль європейський). У складі роду — один сучасний вид з 6-ма підвидами  [Архівовано 16 березня 2012 у Wayback Machine.]:
- вид Oryctolagus cuniculus Linnaeus, 1758
  - Oryctolagus cuniculus cuniculus
  - Oryctolagus cuniculus algirus
  - Oryctolagus cuniculus brachyotus
  - Oryctolagus cuniculus cnossius
  - Oryctolagus cuniculus habetensis
  - Oryctolagus cuniculus huxleyi

Розрізняють дикі (всі перелічені) та свійські (одомашнені) форми кроля європейського.

## Родинні групи
Розрізняють декілька груп дрібних зайцеподібних, до яких можуть вживати слово «кріль». Такими є (за «види ссавців світу», 2005 [Архівовано 12 серпня 2011 у Wayback Machine.])
- група Leporinae
  - Bunolagus (1 вид)
  - Caprolagus (1 вид)
  - Nesolagus (2 види)
  - Brachylagus (1 вид)
  - Sylvilagus (16 видів) — рід кролик
  - Oryctolagus (1 сучасний вид — кріль європейський)
  - Poelagus (1 вид)
- група Paleolaginae (визнається як підродина не завжди)
  - Pentalagus (1 вид)
  - Pronolagus (3 види)
  - Romerolagus (1 вид)

## Кріль дикий (кріль європейський)

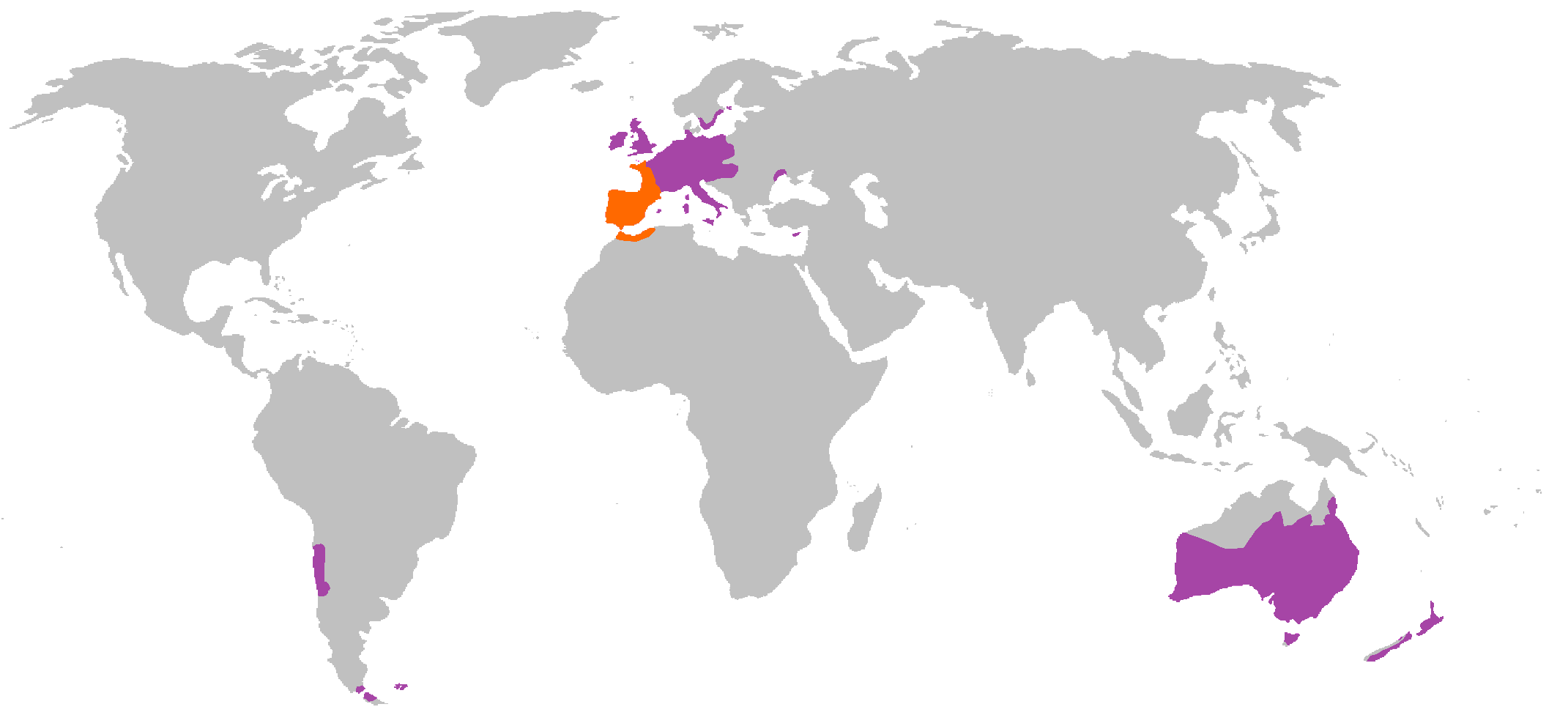
сучасний ареал роду кріль (=кроля європейського)

Довжина тіла дикого кролика 35—45 см, вага 1,3—2,2 кг колір хутра сіро-коричневий. Батьківщина кроликів — південний захід Європи та північний захід Африки. Був завезений та дуже поширився у Центральній Європі, Великій Британії, Новій Зеландії, Австралії, Південній Америці і північній частині США. В Україні зустрічається у південно-західній частині. Мешкає на відкритих ділянках великими колоніями, живиться трав'янистою рослинністю. Розмножується декілька разів на рік, приносячи по 3-9 кроленят. Є об'єктом полювання заради хутра та м'яса.
В деяких регіонах завдає великої шкоди. Так, після завезення до Австралії внаслідок незначної кількості тамтешніх хижаків сталося неконтрольоване зростання популяції кроля, було фактично знищено великі ділянки рослинного покриву, що призвело до скорочення чисельності кількох видів тварин місцевої фауни, тому інтенсивно знищується людиною.
Приручений людиною, від дикого кролика походять всі породи свійського кролика.

## Кріль свійський і його породи
Свійський кролик — популярний об'єкт для розведення, оскільки відрізняється скоростиглістю, плодючістю та інтенсивним ростом. Розмножуватись можуть протягом всього року. Статевої зрілості досягають у 3-4 місяці. Вагітність продовжується 28-32 доби кількість кроленят від 6 до 15 іноді більше. Вирощують заради м'яса, хутра та пуху. Скоростиглі породи готові до забою у віці 70 діб при вазі 1,8—2 кг, пізньостиглі — на 90—110 добу, при вазі 2,8—4 кг. М'ясо має дієтичні властивості. Найкраще хутро від кроликів отримують в осінньо-зимовий період. Тривалість життя кроликів 7-10 років, тривалість господарського використання 2-3 роки.
У світі нараховують близько 60 порід кроликів, які поділяють на хутрові та пухові, а також за розмірами на великі (4-5 кг та більше) середні (2,5—4 кг), малі (менше 2,5 кг). В Україні представник великих порід — сірий велетень, середніх — порода метелик, маленьких — місцеві породи.
Негативним моментом у розведенні кроликів є те, що вони дуже вразливі до інфекційних хвороб, занесена інфекція може за декілька діб спричинити загибель всього поголів'я на фермі. В Україні розведенням кролів в наш час займаються тільки аматори.